# Medlerana nigeriensis
Medlerana nigeriensis är en fjärilsart som beskrevs av François Louis Nompar de Caumont de Laporte 1973. Medlerana nigeriensis ingår i släktet Medlerana och familjen nattflyn. Inga underarter finns listade i Catalogue of Life.